# الفرقة الوطنية للشرطة القضائية
الفرقة الوطنية للشرطة القضائية BNPJ هي وحدة أمنية متخصصة تابعة للمديرية العامة للأمن الوطني المغربية. تُعنى هذه الفرقة بمكافحة الجريمة المنظمة والجرائم الكبرى على المستوى الوطني، وتعمل تحت إشراف النيابة العامة. تتمتع الفرقة بصلاحيات واسعة في مجال التحقيق والتدخلات الأمنية المعقدة، وتُعتبر واحدة من أهم الأجهزة الأمنية في المغرب.

## التاريخ
تأسست الفرقة الوطنية للشرطة القضائية في إطار الإصلاحات الأمنية التي شهدها المغرب في أواخر القرن العشرين وبداية القرن الحادي والعشرين. جاء إنشاؤها كاستجابة للحاجة إلى تعزيز القدرات الأمنية في مواجهة الجرائم العابرة للحدود والجرائم المنظمة، والتي أصبحت تشكل تهديدًا متزايدًا للأمن الوطني.

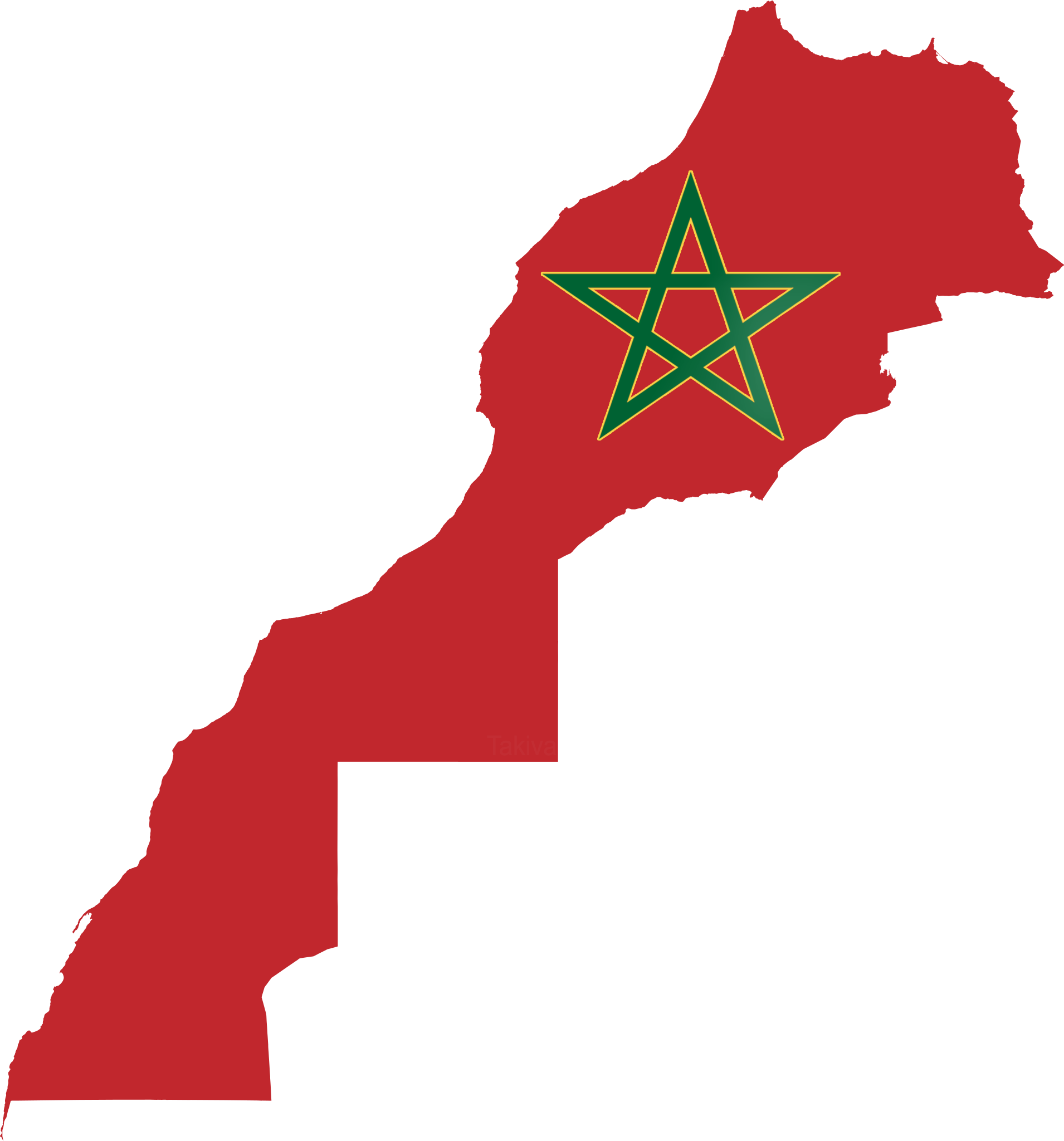

## المهام
تلعب الفرقة الوطنية للشرطة القضائية دورا كبيرا في حماية الأشخاص و الممتلكات والحفاظ على الأمن والاستقرار داخل البلاد، ويرجع ذلك إلى الجهود المبذولة من قبل هذه الفرقة والمتمثلة في تفانيها وحرفيتها في أداء مهامها، حيث تسعى جاهدة إلى تحقيق مزيد من التقدم والتطور في مجال تطبيق القانون وتعزيز الشفافية والمساءلة وهذا ما يجعل المملكة المغربية تشهد تحسنا مستمرا في مجال الأمن والاستقرار، مما يعزز من جاذبيتها كوجهة آمنة وموثوقة للمستثمرين والسياح على حد سواء.
وتتمثل المهام الرئيسية للفرقة الوطنية للشرطة القضائية في:

#### مكافحة الجريمة المنظمة
بما في ذلك الاتجار بالمخدرات، الاتجار بالبشر، غسل الأموال، والجرائم الإلكترونية.

### التحقيق في الجرائم الكبرى
مثل الاغتيالات، التفجيرات، والجرائم ذات الطابع الإرهابي.

### التعاون الدولي
العمل مع المنظمات الأمنية الدولية مثل الإنتربول ويوروبول لمتابعة المجرمين عبر الحدود.

### دعم الوحدات الأمنية المحلية
تقديم الخبرة الفنية واللوجستية في القضايا المعقدة.

## الهيكل التنظيمي[3]
تتكون الفرقة الوطنية للشرطة القضائية من عدة أقسام متخصصة، منها:

### قسممكافحة الإرهاب
متخصص في تتبع الخلايا الإرهابية ومنع الهجمات.

### قسم الجرائم الاقتصادية
يتعامل مع جرائم الاحتيال المال ي وغسل الأموال.

### قسمالجرائم الإلكترونية
: يركز على الجرائم السيبرانية واختراقات الأنظمة المعلوماتية.

### قسمالتحقيقات الخاصة
يتولى القضايا الحساسة التي تتطلب سرية عالية.

## التدريب والتجهيز[3]
يخضع أفراد الفرقة الوطنية للشرطة القضائية لتدريبات مكثفة في مجالات التحقيق، التحليل الجنائي، والتدخلات التكتيكية. كما يتم تجهيزهم بأحدث التقنيات والأدوات التقنية لتسهيل عملهم، بما في ذلك أنظمة المراقبة المتطورة وأدوات التحليل الرقمي.

## الإنجازات المهمة
حققت الفرقة الوطنية للشرطة القضائية العديد من الإنجازات البارزة التي ساهمت في تعزيز الأمن الوطني ومكافحة الجريمة بفعالية. ومن أبرز هذه الإنجازات:

### تفكيك شبكات الاتجار بالمخدرات
نجحت الفرقة في تفكيك عدة شبكات دولية ومحلية متخصصة في تهريب المخدرات، حيث تمت مصادرة كميات كبيرة من المخدرات وإلقاء القبض على عناصر رئيسية في هذه الشبكات.

### مكافحة الإرهاب
لعبت الفرقة دورًا محوريًا في إحباط العديد من الهجمات الإرهابية المخطط لها، وذلك من خلال التعاون مع الأجهزة الأمنية الأخرى والاستخبارات الدولية. كما ساهمت في تفكيك خلايا إرهابية مرتبطة بتنظيمات متطرفة.

### مكافحة الاتجار بالبشر
عملت الفرقة على تفكيك شبكات الاتجار بالبشر وإنقاذ ضحايا هذه الجرائم، خاصة في المناطق الحدودية والمدن الكبرى.

### مكافحة الجرائم الإلكترونية
نجحت الفرقة في كشف العديد من العمليات الاحتيالية الإلكترونية وهجمات القرصنة، مما ساهم في حماية البيانات الشخصية والمؤسسية.

### تعزيز التعاون الدولي
تعاونت الفرقة مع منظمات أمنية دولية مثل الإنتربول ويوروبول في تتبع المجرمين عبر الحدود، مما أدى إلى تسليم العديد من المطلوبين دوليًا.

### مكافحة غسل الأموال
كشفت الفرقة عن شبكات معقدة لغسل الأموال مرتبطة بجرائم منظمة، مما ساهم في تعزيز الشفافية المالية وحماية الاقتصاد الوطني.
1. 1 2 3 4 5  "الأخبار | Maroc.ma". www.maroc.ma. مؤرشف من الأصل في 2025-06-20. اطلع عليه بتاريخ 2025-03-15.
2. 1 2 3 4 5 6 7 8 9  "Hespress - هسبريس جريدة إلكترونية مغربية". Hespress - هسبريس جريدة إلكترونية مغربية. مؤرشف من الأصل في 2025-06-20. اطلع عليه بتاريخ 2025-03-15.
3. 1 2 3 4 5 6  "الفرقة الوطنية للشرطة القضائية BNPJ". صوت العدالة. 20 يناير 2024. مؤرشف من الأصل في 2025-06-01. اطلع عليه بتاريخ 2025-03-15.
4. 1 2 3 4 5 6 7 8 9  "Casablanca: inauguration du nouveau siège de la Brigade nationale de la police judiciaire" (بالفرنسية). Archived from the original on 2025-06-01. Retrieved 2025-03-19.
5. ↑  المتوكل، محمد (27 أبريل 2024). "جهود الفرقة الوطنية للشرطة القضائية في تحقيق الأمن والاستقرار في المغرب". جريدة الانتفاضة. اطلع عليه بتاريخ 2025-06-21.
6. 1 2 3  "المديرية العامة للأمن الوطني تطلق المنصة الرقمية "إبلاغ" المخصصة للتبليغ عن المحتويات غير المشروعة على الأنترنيت". اللجنة الوطنية لتنسيق إجراءات مكافحة االتجار شوالوقاية منه. مؤرشف من الأصل في 2025-04-20. اطلع عليه بتاريخ 2025-03-15.

لا توجد روابط لمواقع التواصل الاجتماعي.